# 흑백 대권
"흑백 대권"은 한국에서 제작된 최영철 감독의 1975년 영화이다. 한용철 등이 주연으로 출연하였고 황영실 등이 제작에 참여하였다.

## 출연

### 주연
- 한용철
- 지현
- 이강조

### 조연
- 김영인